# IC 4131
IC 4131 — галактика типу P (особлива галактика) у сузір'ї Гончі Пси.
Цей об'єкт міститься в оригінальній редакції індексного каталогу.